# Apocalipsis
Apocalipsis è l'ottavo album dei Tierra Santa, uscito nel 2004 per la casa discografica spagnola Locomotive Records.

## Tracce
1. Neròn - 4:46 -  (Tierra Santa)
2. Apocalipsis - 3:34 -  (Tierra Santa)
3. Nacì Siendo Libre - 4:03 -  (Tierra Santa)
4. Tu Misiòn - 5:03 -  (Tierra Santa)
5. Kamikaze - 3:06 -  (Tierra Santa)
6. Rumbo A Las Estrellas - 4:08 -  (Tierra Santa)
7. La Ira Del Cielo - 3:32 -  (Tierra Santa)
8. El Grito De La Tierra - 3:28 -  (Tierra Santa)
9. Sonar Con Ella - 3:18 -  (Tierra Santa)
10. Esta Tierra Es Mìa - 4:02 -  (Tierra Santa)
11. Hermano Del Viento - 2:36 -  (Tierra Santa)

## Gruppo
- Angel - voce e chitarra
- Arturo - chitarra
- Roberto - basso
- Inaki - batteria